# Státní poznávací značky v Litvě

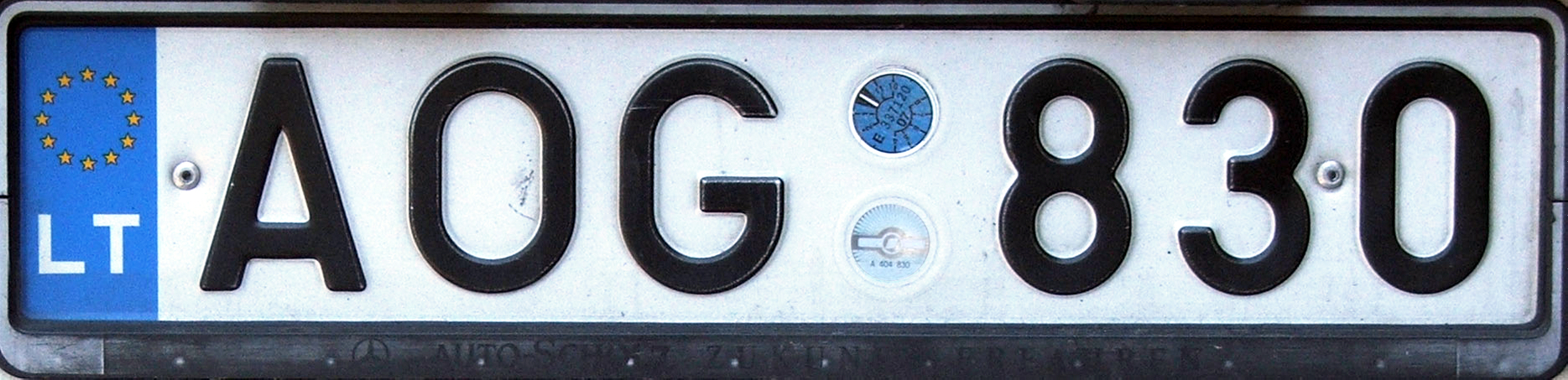
Registrační značky Litvy v současnosti

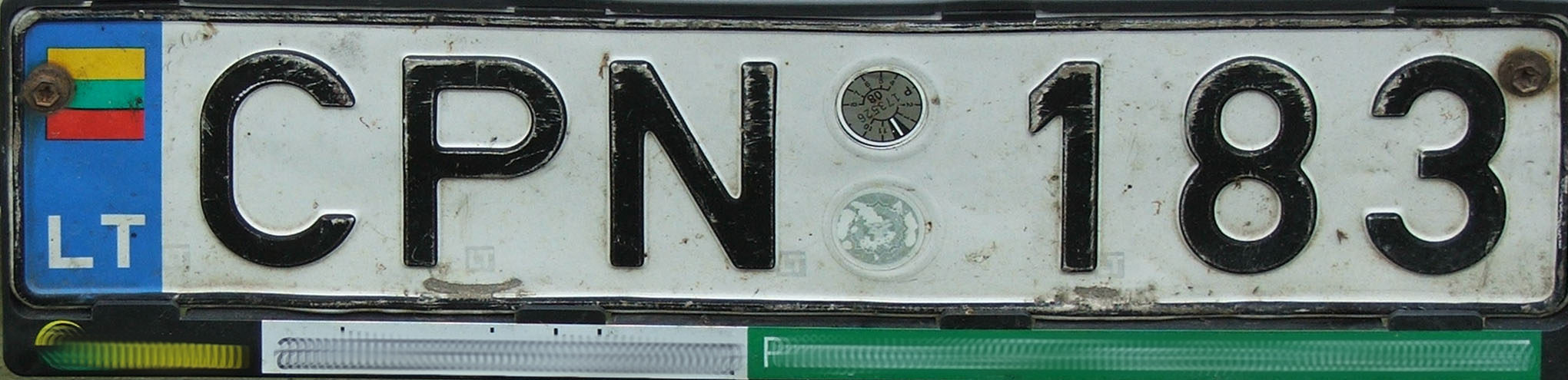
RZ vydané v letech 1992–2004

Litevské registrační značky (litevsky Lietuvos transporto valstybiniai numeriai, zkráceně Valstybiniai numeriai, VN Nr. XXX XXX) jsou státní poznávací značky evropského standardu, mají bílé pozadí s černým textem kódu, který se skládá ze třech písmen a třech číslic (například ABC 123), oddělených dvěma kruhovými ploškami pro nalepení kontrolních nálepek o provedené pravidelné technické prohlídce. V levém rohu se nachází modrý štítek s vlajkou Evropské unie a bílými písmeny LT označující Litvu. Ve speciálních vyjmenovaných případech mohou být i v americkém standardu. Pro cesty do ciziny se i v Litvě používají ještě tzv. mezinárodní poznávací značky (MPZ).

## Historie

### Vzor 1958

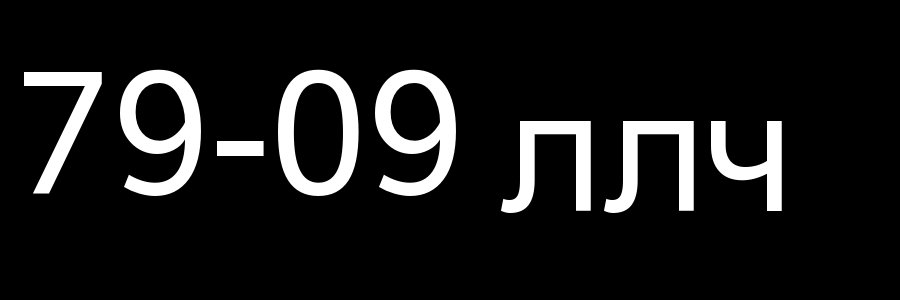
RZ vzor 1958

Registrační značky vzoru 1958 byly vydávány v letech 1958–1980. Registrační značky vzoru 1958 Litevské SSR měly černé pozadí s bílým textem kódu, který se skládal ze čtyř číslic, oddělených pomlčkou a třech písmen v azbuce, z nichž první dvě byly nejčastěji ЛЛ, méně často ЛИ, ЛК... První dvě písmena označovala (sovětskou) republiku a na území Litvy byly platné až do roku 1992.
Text vzorku: 79-09 LLČ.

### Vzor 1980

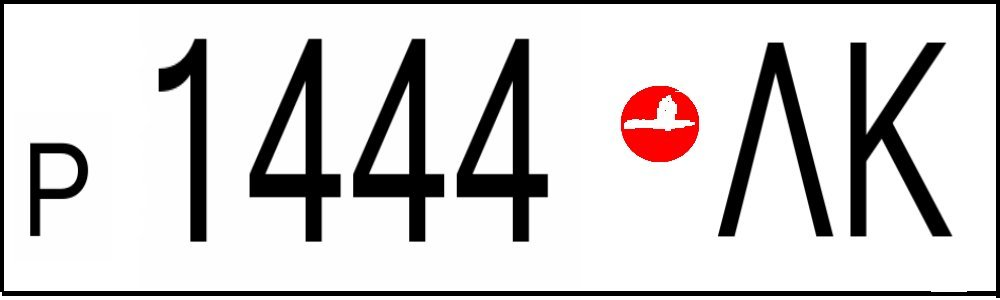
RZ vzor 1980

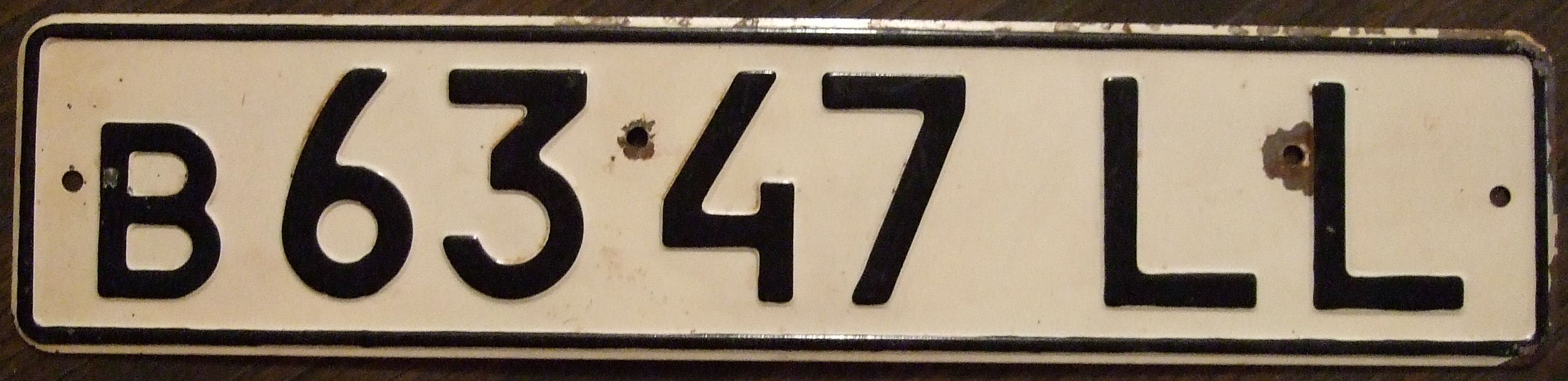
RZ vzor 1980 z postsovětské éry

Registrační značky vzoru 1980 byly vydávány v letech 1980–1991. Registrační značky vzoru 1980 Litevské SSR měly bílé pozadí s černým textem kódu, který se skládal z písmene, čtyř číslic dalších dvou písmen v azbuce, která označovala (sovětskou) republiku. Po rozpadě Sovětského svazu se azbuka nahradila latinkou. Na území Litvy byly platné až do roku 1992.
Text vzorku: R 1444 LK.

### Vzor 1992
Registrační značky vzoru 1992 jsou v současnosti platné. Byly vydávány v letech 1992–2004. Mají bílé pozadí s černým textem kódu, který se skládá ze třech písmen a třech číslic (například AKA 123), oddělených dvěma kruhovými ploškami pro nalepení kontrolních nálepek o provedené pravidelné technické prohlídce. V levém rohu se nachází modrý štítek s vlajkou Litvy (někdy také ještě s vlajkou Evropské unie) a bílými písmeny LT označující Litvu. Prostřední písmeno označovalo kraj, kde bylo vozidlo registrováno. 1. května 2004 byly zavedeny registrační značky současného vzoru, kde bylo mimo jiné upuštěno od rozlišování podle místa registrace, a to z bezpečnostních důvodů.

#### Místo, kde bylo vozidlo registrováno
| Kód | kraj                                                                 | Příklad |
| --- | -------------------------------------------------------------------- | ------- |
| A   | Alytuský kraj                                                        | AA 123  |
| J   | Tauragėský kraj (ale kód je první písmeno okresního města Jurbarkas) | AJA 123 |
| K   | Kaunaský kraj                                                        | AKA 123 |
| L   | Klaipėdský kraj                                                      | ALA 123 |
| M   | Marijampolský kraj                                                   | AMA 123 |
| P   | Panevėžyský kraj                                                     | APA 123 |
| S   | Šiauliaiský kraj                                                     | ASA 123 |
| T   | Telšiaiský kraj                                                      | ATA 123 |
| U   | Utenský kraj                                                         | AUA 123 |
| V   | Vilniuský kraj                                                       | AVA 123 |

## Speciální typy registrační značky

### Dočasné (transportní) registrační značky
Dočasné (transportní) registrační značky mají bílé pozadí s červeným textem kódu. Dočasné (transportní) registrační značky jsou dvou odlišných typů:

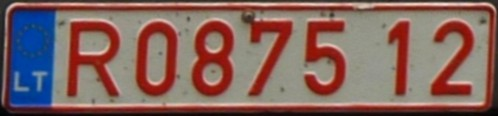
Manipulační RZ

- určené pro vozidla, která jsou dovážena nebo vyvážena z území Litevské republiky

| LT | 24214AA |

- určené pro vozidla, která jsou prodávána organizacemi nebo společnostmi, zabývajícími se prodejem vozidel

| LT | P3044 55 |

### Registrační značky vozidel diplomatického sboru
Registrační značky vozidel diplomatického sboru mají zelené pozadí s bílým textem kódu. Vzor: 01 3 123, první dva znaky označují kód Zastupitelského úřadu. Prostřední znak označuje kategorii (status osoby, které vozidlo náleží):
- 1 Reprezentační vozidlo vedení zastupitelského úřadu
- 2 Vozidlo zastupitelského úřaduRZ diplomatických vozidel

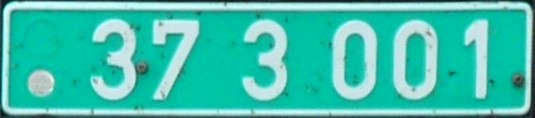
RZ diplomatických vozidel

- 3 Soukromé vozidlo úředníka zastupitelského úřadu nebo členů jeho rodiny
- 4 Soukromé vozidlo člena administrativy nebo technického personálu zastupitelského úřadu nebo členů jeho rodiny

| : 01 3 444 |

## Vozidla taxislužby

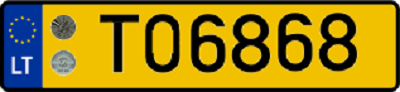
RZ vozidel taxislužby

Registrační značky vozidel taxislužby mají žluté pozadí s černým textem kódu, který se skládá z písmene T a pěti číslic. V levém rohu se nachází modrý štítek s vlajkou Evropské unie a bílými písmeny LT označující Litvu, oddělený od kódu dvěma kruhovými ploškami pro nalepení kontrolních nálepek o provedené pravidelné technické prohlídce.

## Registrační značky vojenských vozidel
Registrační značky vojenských vozidel jsou používány v Litvě od 1. října 2008. Mají černé pozadí s bílým textem kódu, který se skládá ze třech písmen a třech číslic. V levém rohu se nachází vlajka Litvy.
| KAS 321 |